# Microlophus theresioides
Microlophus theresioides är en ödleart som beskrevs av  Donoso-barros 1966. Microlophus theresioides ingår i släktet Microlophus och familjen Tropiduridae. Inga underarter finns listade i Catalogue of Life.